# Silvia Corona
Silvia Corona est une corona, formation géologique en forme de couronne, située sur la planète Vénus par 12,6° N et 355,7° E. Elle est localisée dans le quadrangle de Sif Mons. Elle a été nommée en référence à Rhea Silvia, déesse romaine de la Terre. 

## Géographie et géologie
Silvia Corona couvre une surface circulaire d'environ 270 km de diamètre. 